# 端基差向异构
端基差向异构（anomerism）又稱端基异构、首旋異構，是因糖苷、糖半缩醛或有关的环状糖、醛糖的端基碳构型不同，所形成的非对映异构。这种因端基碳构型不同所形成的分子，互为端基差向异构体（anomer）或异头物。术语 anomer 的字根 ano- 和 -mer 源自古希腊语 ἄνω（upwards，above）向上、高过之义，和 μέρος（part）成员之义。
端基差向异构一般存在于糖类中，属于差向异构的一种，两个非对映异构体分子（异头物）的差异在于糖类环形结构半缩醛/半缩酮的1位碳原子（异头碳）的构型不同。1位碳的羟基若与5位碳的羟甲基处于哈沃斯透视式平面的两侧，则定义为α-异构体，反之称为β-异构体。
以吡喃糖为例，吡喃葡萄糖的1位碳（端基碳，异头碳）上的-OH若与5位碳上的-CH2OH处于六元环面的异面，称为α-构型；处于同面，称为β-构型。吡喃葡萄糖的两种端基差向异构体，分别称为α-D-吡喃葡萄糖、β-D-吡喃葡萄糖。

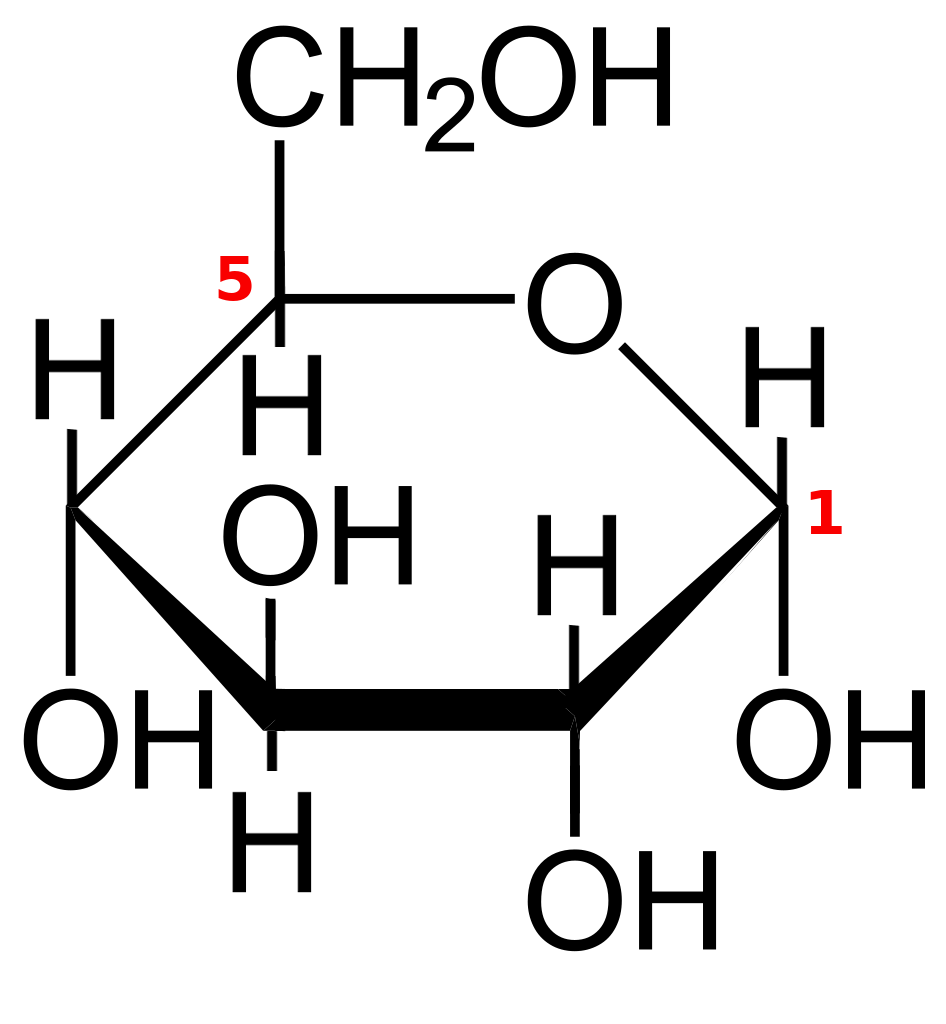
α-D-吡喃葡萄糖 （α-D-glucopyranose）
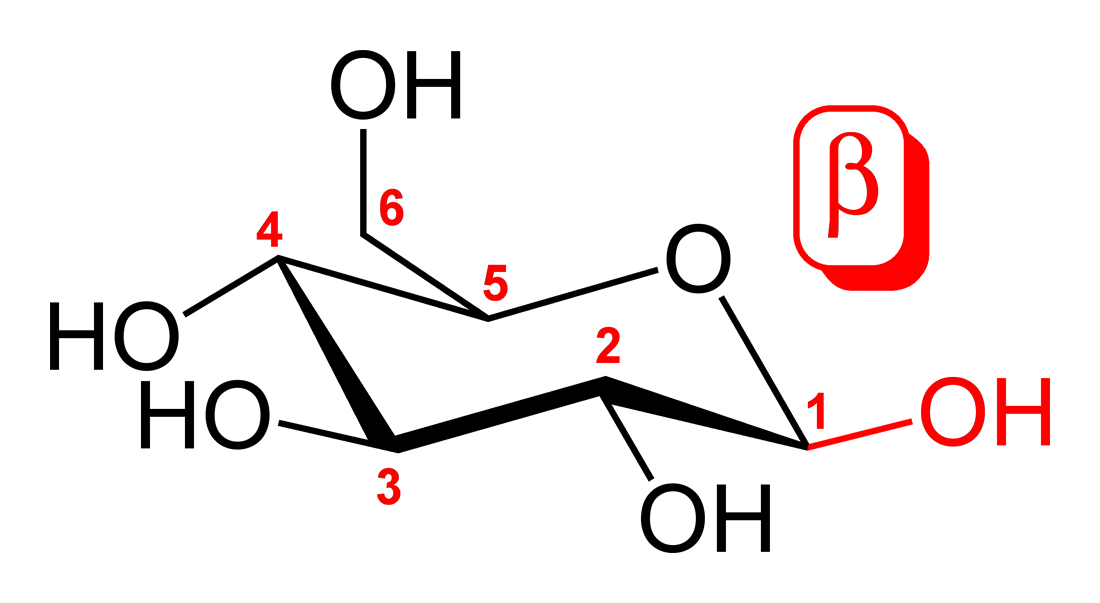
β-D-吡喃葡萄糖 （β-D-glucopyranose）

α-异构体与β-异构体的互相转化称为变旋现象。α-异构体受端基异构效应影响而得到稳定。
|  |